# جاك روزنباوم
جاك روزنباوم (بالإستونية: Jacques Rosenbaum)‏ هو مهندس معماري إستوني، ولد في 1 يوليو 1878، وتوفي في 6 يناير 1944.